# WNBA 1998
Die Saison 1998 der Women’s National Basketball Association war die zweite ausgespielte Saison der nordamerikanischen Damen-Basketball-Profiliga. Die reguläre Saison begann am 11. Juni 1998 mit vier Auftaktpartien. Nach Abschluss der regulären Saison, die bis zum 19. August 1998 ausgetragen wurde, begannen die Playoffs, die am 1. September 1998 mit dem zweiten Meisterschaftsgewinn der Houston Comets endeten.

## Besondere Vorkommnisse

### Neuer Spielmodus
Die zweite WNBA-Saison brachte folgende beide Veränderungen am Spielmodus hervor:
- Die Anzahl der Spiele in der regulären Saison wurden von 28 auf 30 erhöht, da 2 neue Teams der Liga beitraten.
- Während in der Saison 1997 ein einzelnes Spiel in den Playoffs über Ausscheiden und Weiterkommen entschied, wurde in dieser Saison in den Playoffs erstmals nach dem Best-of-Three-System gespielt.

### Ligaerweiterung
Am 1. Oktober 1997 entschied sich die WNBA für eine Ligaerweiterung von acht auf zehn Mannschaften. Bei dieser Erweiterung wurde den Städten Detroit und Washington, D.C. ein WNBA-Franchise zugesichert, die bereits zu dieser Saison ihren Spielbetrieb aufnehmen sollen.  Die beiden neuen Teams wurden in die Eastern Conference platziert. Damit beide Conferences aus gleich vielen Teams bestehen, wurden die Houston Comets in die Western Conference eingegliedert.

## Draft
Der zweite WNBA Draft fand am 28. April 1998 in den NBA Entertainment Studios in Secaucus, New Jersey statt. Den ersten Draft-Pick erhielten die Utah Starzz, da sie die vergangene Spielzeit als schlechtestes Team beendeten haben. Die beiden Expansion-Franchises wurden erhielten den dritten (Washington Mystics) und vierten (Detroit Shock) Draft-Pick.
An erster Position wählten die Utah Starzz die Polin Małgorzata Dydek aus. Auf den Plätzen zwei bis fünf folgten eine Portugiesin (Ticha Penicheiro) und vier US-Amerikanerinnen. Insgesamt sicherten sich die zehn Franchises die Rechte an 40 Spielerinnen. Den Hauptanteil mit 29 Spielerinnen stellten die Vereinigten Staaten.
Vor dem ersten WNBA Draft fanden für die beiden Expansion Teams eine Initial Player Allocation, wo den beiden Mannschaften per Zufall zwei Profi-Spielerinnen zugeteilt wurden, sowie ein Expansion Draft, bei dem sich die beiden Franchises in zwei Runden die Rechte an Spielerinnen aus den restlichen WNBA-Franchises sichern konnten, zwei weitere Drafts statt.

### Top-5-Picks
Abkürzungen: Pos = Position, G = Guard, F = Forward, C = Center

| #  | Spielerin        | Nationalität       | Pos | WNBA-Mannschaft     | College/Profi-Team      |
| -- | ---------------- | ------------------ | --- | ------------------- | ----------------------- |
| 1. | Małgorzata Dydek | Polen              | C   | Utah Starzz         | Lotos Gdynia            |
| 2. | Ticha Penicheiro | Portugal           | G   | Sacramento Monarchs | Old Dominion University |
| 3. | Murriel Page     | Vereinigte Staaten | F/C | Washington Mystics  | University of Florida   |
| 4. | Korie Hlede      | Vereinigte Staaten | G   | Detroit Shock       | Duquesne University     |
| 5. | Allison Feaster  | Vereinigte Staaten | G   | Los Angeles Sparks  | Harvard University      |

## Reguläre Saison

### WNBA All-Star Game
Das traditionelle All-Star Game der WNBA wurde erst 1999 eingeführt.

### Abschlusstabellen
Abkürzungen: Pl. = Platz, Sp. = Spiele, S = Siege, N = Niederlagen, GB = Spiele hinter dem Führenden der Conference
| Pl. | Eastern Conference | Sp. | S  | N  | Siege in % | GB | Heim | Auswärts |
| --- | ------------------ | --- | -- | -- | ---------- | -- | ---- | -------- |
| 1.  | Cleveland Rockers  | 30  | 20 | 10 | 66,7       | –  | 11:4 | 9:6      |
| 2.  | Charlotte Sting    | 30  | 18 | 12 | 60,0       | 2  | 9:6  | 9:6      |
| 3.  | New York Liberty   | 30  | 18 | 12 | 60,0       | 2  | 12:3 | 6:9      |
| 4.  | Detroit Shock      | 30  | 17 | 13 | 56,7       | 3  | 11:4 | 6:9      |
| 5.  | Washington Mystics | 30  | 3  | 27 | 10,0       | 17 | 3:12 | 0:15     |

| Pl. | Western Conference  | Sp. | S  | N  | Siege in % | GB | Heim | Auswärts |
| --- | ------------------- | --- | -- | -- | ---------- | -- | ---- | -------- |
| 1.  | Houston Comets      | 30  | 27 | 3  | 90,0       | –  | 14:1 | 13:2     |
| 2.  | Phoenix Mercury     | 30  | 19 | 11 | 63,3       | 8  | 12:3 | 7:8      |
| 3.  | Los Angeles Sparks  | 30  | 12 | 18 | 40,0       | 15 | 8:7  | 4:11     |
| 4.  | Sacramento Monarchs | 30  | 8  | 22 | 26,7       | 19 | 5:10 | 3:12     |
| 5.  | Utah Starzz         | 30  | 8  | 22 | 26,7       | 19 | 5:10 | 5:12     |

## Playoffs

### Modus
Nachdem sich die beiden Conference-Sieger, sowie die zwei weiteren Teams mit der besten Bilanz der Liga qualifiziert haben, starten die im K.-o.-System ausgetragenen Playoffs. Die Conference-Sieger sind absteigend nach ihrer aus der regulären Saison erzielten Siege an die Positionen 1 bis 2 gesetzt. Auf den Positionen 3 und 4 folgen die weiteren Teams, wobei es durchaus möglich ist, dass eines oder mehrere Teams mehr Spiele als einer der Conference-Sieger gewonnen hat. 
Alle Serien jeder Runde werden im Best-of-Three-Modus ausgespielt, das heißt, dass ein Team zwei Siege zum Erreichen der nächsten Runde benötigt. Das niedriger gesetzte Team hat dabei beim ersten Spiel Heimrecht, die nächsten beiden das gegnerische Team. Bei Spielen, die nach der regulären Spielzeit von 40 Minuten unentschieden bleiben, folgt die Overtime.

### Playoff-Baum
|  | Halbfinale | Halbfinale        | Halbfinale |  |  | Finals | Finals          | Finals |
|  |            |                   |            |  |  |        |                 |        |
|  |            |                   |            |  |  |        |                 |        |
|  | W1         | Houston Comets    | 2          |  |  |        |                 |        |
|  | E2         | Charlotte Sting   | 0          |  |  |        |                 |        |
|  |            |                   |            |  |  | W1     | Houston Comets  | 2      |
|  |            |                   |            |  |  | W2     | Phoenix Mercury | 1      |
|  | E1         | Cleveland Rockers | 1          |  |  |        |                 |        |
|  | W2         | Phoenix Mercury   | 2          |  |  |        |                 |        |
|  |            |                   |            |  |  |        |                 |        |

### Halbfinale (Runde 1)

#### (W1) Houston Comets – (E2) Charlotte Sting
| 22. August 1998 | Spielbericht (Memento vom 28. Januar 1999 im Internet Archive) | Charlotte Sting                                                       | 71 – 85 | Houston Comets                                                  | Charlotte Coliseum, Charlotte, North Carolina Zuschauer: 6.087 |
| 22. August 1998 | Spielbericht (Memento vom 28. Januar 1999 im Internet Archive) | Punkte pro Halbzeit: 37:39, 34:46.                                    |         |                                                                 | Charlotte Coliseum, Charlotte, North Carolina Zuschauer: 6.087 |
| 22. August 1998 | Spielbericht (Memento vom 28. Januar 1999 im Internet Archive) | Punkte: Mapp, Stinson (16) Rebounds: Stinson (7) Assists: Stinson (7) |         | Punkte: Cooper (27) Rebounds: Thompson (10) Assists: Perrot (6) | Charlotte Coliseum, Charlotte, North Carolina Zuschauer: 6.087 |
| 22. August 1998 | Spielbericht (Memento vom 28. Januar 1999 im Internet Archive) | Stand: 1:0                                                            |         |                                                                 | Charlotte Coliseum, Charlotte, North Carolina Zuschauer: 6.087 |

| 24. August 1998 | Spielbericht (Memento vom 29. Januar 1999 im Internet Archive) | Houston Comets                                                          | 77 – 61 | Charlotte Sting                                              | Compaq Center, Houston, Texas Zuschauer: 11.901 |
| 24. August 1998 | Spielbericht (Memento vom 29. Januar 1999 im Internet Archive) | Punkte pro Halbzeit: 45:34, 32:27.                                      |         |                                                              | Compaq Center, Houston, Texas Zuschauer: 11.901 |
| 24. August 1998 | Spielbericht (Memento vom 29. Januar 1999 im Internet Archive) | Punkte: Cooper (23) Rebounds: Thompson (14) Assists: Cooper, Perrot (5) |         | Punkte: Reid (18) Rebounds: Bullet (11) Assists: Stinson (6) | Compaq Center, Houston, Texas Zuschauer: 11.901 |
| 24. August 1998 | Spielbericht (Memento vom 29. Januar 1999 im Internet Archive) | Endstand: 0:2                                                           |         |                                                              | Compaq Center, Houston, Texas Zuschauer: 11.901 |

#### (E1) Cleveland Rockers  – (W2) Phoenix Mercury
| 22. August 1998 | Spielbericht (Memento vom 28. Januar 1999 im Internet Archive) | Phoenix Mercury                                                  | 78 – 68 | Cleveland Rockers                                                                | America West Arena, Phoenix, Arizona Zuschauer: 11.631 |
| 22. August 1998 | Spielbericht (Memento vom 28. Januar 1999 im Internet Archive) | Punkte pro Halbzeit: 37:31, 41:37.                               |         |                                                                                  | America West Arena, Phoenix, Arizona Zuschauer: 11.631 |
| 22. August 1998 | Spielbericht (Memento vom 28. Januar 1999 im Internet Archive) | Punkte: Gillom (21) Rebounds: Gillom, Reed (5) Assists: Webb (6) |         | Punkte: Fijalkowski (20) Rebounds: Fijalkowski (9) Assists: Edwards, Nemcova (4) | America West Arena, Phoenix, Arizona Zuschauer: 11.631 |
| 22. August 1998 | Spielbericht (Memento vom 28. Januar 1999 im Internet Archive) | Stand: 1:0                                                       |         |                                                                                  | America West Arena, Phoenix, Arizona Zuschauer: 11.631 |

| 24. August 1998 | Spielbericht (Memento vom 29. Januar 1999 im Internet Archive) | Cleveland Rockers                                                        | 67 – 66 | Phoenix Mercury                                              | Gund Arena, Cleveland, Ohio Zuschauer: 10.456 |
| 24. August 1998 | Spielbericht (Memento vom 29. Januar 1999 im Internet Archive) | Punkte pro Halbzeit: 32:24, 35:42.                                       |         |                                                              | Gund Arena, Cleveland, Ohio Zuschauer: 10.456 |
| 24. August 1998 | Spielbericht (Memento vom 29. Januar 1999 im Internet Archive) | Punkte: Edwards (18) Rebounds: Braxton (10) Assists: McConnell-Serio (9) |         | Punkte: Gillom (27) Rebounds: Gillom (10) Assists: Timms (6) | Gund Arena, Cleveland, Ohio Zuschauer: 10.456 |
| 24. August 1998 | Spielbericht (Memento vom 29. Januar 1999 im Internet Archive) | Stand: 1:1                                                               |         |                                                              | Gund Arena, Cleveland, Ohio Zuschauer: 10.456 |

| 25. August 1998 | Spielbericht (Memento vom 2. Februar 1999 im Internet Archive) | Cleveland Rockers                                                        | 60 – 71 | Phoenix Mercury                                              | Gund Arena, Cleveland, Ohio Zuschauer: 8.420 |
| 25. August 1998 | Spielbericht (Memento vom 2. Februar 1999 im Internet Archive) | Punkte pro Halbzeit: 35:32, 25:39.                                       |         |                                                              | Gund Arena, Cleveland, Ohio Zuschauer: 8.420 |
| 25. August 1998 | Spielbericht (Memento vom 2. Februar 1999 im Internet Archive) | Punkte: Fijalkowski (17) Rebounds: Fijalkowski (11) Assists: Nemcova (5) |         | Punkte: Pettis (27) Rebounds: Pettis (11) Assists: Timms (8) | Gund Arena, Cleveland, Ohio Zuschauer: 8.420 |
| 25. August 1998 | Spielbericht (Memento vom 2. Februar 1999 im Internet Archive) | Endstand: 1:2                                                            |         |                                                              | Gund Arena, Cleveland, Ohio Zuschauer: 8.420 |

### Finals (Runde 2)

#### (W1) Houston Comets – (W2) Phoenix Mercury
| 27. August 1998 | Spielbericht (Memento vom 2. Februar 1999 im Internet Archive) | Phoenix Mercury                                                 | 54 – 51 | Houston Comets                                                          | America West Arena, Phoenix, Arizona Zuschauer: 13.634 |
| 27. August 1998 | Spielbericht (Memento vom 2. Februar 1999 im Internet Archive) | Punkte pro Halbzeit: 33:29, 22:21.                              |         |                                                                         | America West Arena, Phoenix, Arizona Zuschauer: 13.634 |
| 27. August 1998 | Spielbericht (Memento vom 2. Februar 1999 im Internet Archive) | Punkte: Gillom (15) Rebounds: Griffiths (12) Assists: Timms (5) |         | Punkte: Cooper (29) Rebounds: Swoopes (11) Assists: Perrot, Swoopes (6) | America West Arena, Phoenix, Arizona Zuschauer: 13.634 |
| 27. August 1998 | Spielbericht (Memento vom 2. Februar 1999 im Internet Archive) | Stand: 1:0                                                      |         |                                                                         | America West Arena, Phoenix, Arizona Zuschauer: 13.634 |

| 29. August 1998 | Spielbericht (Memento vom 2. Februar 1999 im Internet Archive) | Houston Comets                                                 | 74 – 69 | Phoenix Mercury                                                | Compaq Center, Houston, Texas Zuschauer: 16.285 |
| 29. August 1998 | Spielbericht (Memento vom 2. Februar 1999 im Internet Archive) | Punkte pro Halbzeit: 32:37, 34:29.. Overtime/s: 8:3            |         |                                                                | Compaq Center, Houston, Texas Zuschauer: 16.285 |
| 29. August 1998 | Spielbericht (Memento vom 2. Februar 1999 im Internet Archive) | Punkte: Cooper (27) Rebounds: Swoopes (13) Assists: Cooper (6) |         | Punkte: Timms (21) Rebounds: Gillom (9) Assists: Griffiths (3) | Compaq Center, Houston, Texas Zuschauer: 16.285 |
| 29. August 1998 | Spielbericht (Memento vom 2. Februar 1999 im Internet Archive) | Stand: 1:1                                                     |         |                                                                | Compaq Center, Houston, Texas Zuschauer: 16.285 |

| 1. September 1998 | Spielbericht (Memento vom 2. Februar 1999 im Internet Archive) | Houston Comets                                                          | 80 – 71 | Phoenix Mercury                                                | Compaq Center, Houston, Texas Zuschauer: 16.285 |
| 1. September 1998 | Spielbericht (Memento vom 2. Februar 1999 im Internet Archive) | Punkte pro Halbzeit: 32:26, 48:45.                                      |         |                                                                | Compaq Center, Houston, Texas Zuschauer: 16.285 |
| 1. September 1998 | Spielbericht (Memento vom 2. Februar 1999 im Internet Archive) | Punkte: Cooper (23) Rebounds: Thompson (6) Assists: Cooper, Swoopes (6) |         | Punkte: Griffiths (24) Rebounds: Gillom (6) Assists: Timms (7) | Compaq Center, Houston, Texas Zuschauer: 16.285 |
| 1. September 1998 | Spielbericht (Memento vom 2. Februar 1999 im Internet Archive) | Endstand: 2:1. Finals MVP: Cynthia Cooper                               |         |                                                                | Compaq Center, Houston, Texas Zuschauer: 16.285 |

#### WNBA-Meistermannschaft
(Teilnahme an mindestens einem Playoff-Spiel)
| WNBA Meister Houston Comets | Guards: Cynthia Cooper (Finals MVP), Kim Perrot Forwards: Janeth Arcain, Tammy Jackson, Yolanda Moore, Sheryl Swoopes, Tina Thompson Center: Monica Lamb Cheftrainer: Van Chancellor |

## WNBA Awards und vergebene Trophäen
| Auszeichnung                                 | Spielerin             | Mannschaft        |
| -------------------------------------------- | --------------------- | ----------------- |
| WNBA Finals MVP Award                        | Cynthia Cooper        | Houston Comets    |
| WNBA Most Valuable Player Award              | Cynthia Cooper        | Houston Comets    |
| WNBA Rookie of the Year Award                | Tracy Reid            | Charlotte Sting   |
| WNBA Newcomer of the Year                    | Suzie McConnell-Serio | Cleveland Rockers |
| WNBA Defensive Player of the Year Award      | Teresa Weatherspoon   | New York Liberty  |
| Bud Light Shooting Champions (Wurfquote)     | Isabelle Fijalkowski  | Cleveland Rockers |
| Bud Light Shooting Champions (Freiwurfquote) | Sandy Brondello       | Detroit Shock     |
| WNBA Sportsmanship Award                     | Suzie McConnell-Serio | Cleveland Rockers |
| WNBA Coach of the Year Award                 | Van Chancellor        | Houston Comets    |

### All-WNBA Teams
| All-WNBA First Team |                                        |
| Guards:             | Suzie McConnell-Serio – Cynthia Cooper |
| Forwards:           | Tina Thompson – Sheryl Swoopes         |
| Center:             | Jennifer Gillom                        |

| All-WNBA Second Team |                                                  |
| Guards:              | (NYL) Teresa Weatherspoon – (CHA) Andrea Stinson |
| Forwards:            | Eva Nemcova – Cindy Brown                        |
| Center:              | Lisa Leslie                                      |